# فيل كينغ (موسيقي)
فيل كينغ (بالإنجليزية: Phil King)‏ هو موسيقي بريطاني، ولد في 28 أبريل 1960 في لندن في المملكة المتحدة.

## وصلات خارجية
- فيل كينغ على موقع ميوزك برينز (الإنجليزية)
- فيل كينغ على موقع أول ميوزيك (الإنجليزية)
- فيل كينغ على موقع ديسكوغز (الإنجليزية)